# 黄龍の村
『黄龍の村』（こうりゅうのむら、英題：YELLOW DRAGON'S VILLAGE）は、阪元裕吾監督の日本映画。2021年9月24日公開。

## 概要
ホラー映画専門の動画配信サービス「OSOREZONE （オソレゾーン）」が出資した第1回作品として製作された。
主題歌はオルタナティブ・ロック界で注目を浴びるHelsinki Lambda Club（ヘルシンキ・ラムダクラブ）が担当。
監督の阪元は「『黄龍の村』は自分にとって大きな転換期に撮った作品なので、青春映画のノリで楽しく、爽快な気持ちになって欲しい」と述べている。テキサスファンタスティック・フェスト映画祭およびサン・セバスチャンホラー＆ファンタジー映画祭正式招待作品。映画ライターの人間食べ食べカエルは「あらすじだけ聞くと王道ど真ん中の村ホラー」「この映画はタダモンじゃない」と寄稿している。

## ストーリー
レンタカーでキャンプ場へ向かう8人の若者たちだったが、山中でタイヤがパンクしてしまう。助けを求めて迷い込んだ山あいの謎の村「龍切村」で、新次郎という男に出会い、次の日に修理をしてくれるという彼の家に泊まることとなる。翌朝、朝食の最中、若者の1人・孝則が女に背中を刺されて殺される。そこに他の村人たちと一緒にやって来た新次郎は、若者たちに猟銃を突きつけながら「君らは対象になった」と告げ、そして「これは村の決まり」であると言う。村の神社では儀式と称して孝則の肉が焼かれ、「オビンタワラ様」という神に捧げられた。「次の料理」として指名されたなごみだったが、新次郎と揉み合いとなり銃が暴発、健人が倒れる。なごみは銃を奪い取って逃げ出すが、転んだはずみで暴発した銃により死亡してしまう。他の若者たちも逃げ出し、村人たちは追跡を開始する。
眼前でうららを射殺され、優希は復讐心をたぎらせて奮起するが、その瞬間に自身もまた撃ち殺される。その頃神社では、健人と睦夫が新次郎を含む村人数名を撃ち、そして叩きのめし制圧していた。胸を撃たれて息も絶え絶えの新次郎に、健人は祖母が昔「儀式」の犠牲になったこと、そして彼がその復讐に来たことを明かす。直後、新次郎は死亡する。一方、睦夫の妹の真琴と啓作もまた、それぞれが単独で村人たちを始末していた。4人は復讐のために訓練を重ねてこの日に備えており、村にはもう1人間諜も忍び込ませていたのだった。健人は無線を使い「村人を全員殺す」と宣言、村人側も抗戦の構えを示す。
着々と死体の山を積み上げていく4人は、数人の強力な村人を相手に苦戦するが、最終的には全員を殺す。村に潜入していた奈穂美も合流し、村長を手榴弾で爆殺した一行は帰路につく。しかし道中、「オビンタワラ様」として閉じ込められていた男と遭遇し戦闘となる。全員が協力して戦い、最後には健人がとどめを刺して勝利する。復讐を遂げた5人は打ち上げへと繰り出すのだった。
後日、生きていたオビンタワラ様を助手に従え、健人は便利屋を開業する。

## 登場人物

### 8人の若者グループ
北村優希
演 ‐ 水石亜飛夢
グループのリーダー格でお調子者。赤い帽子をかぶる。
村井孝則
演 ‐ 松本卓也
行きの運転手。黒い野球帽をかぶる。劇中では常に下の名前で呼ばれる。
鈴木うらら
演 ‐ 鈴木まゆ
ピンクの帽子をかぶる茶髪ギャル。北村と程よい仲。
遠藤なごみ
演 ‐ 秋乃ゆに
下ネタも対応できる関西弁の女子。村井と恋仲。
工藤啓作
演 ‐ ウメモトジンギ
過去を語りたがらないコワモテ。グループには初日朝から合流。
谷村真琴
演 ‐ 石塚汐花（アイドルカレッジ）
谷村兄妹の妹。グループには初日朝から合流。
谷村睦夫
演 ‐ 大坂健太
通称仏像君。谷村兄妹の兄。グループには初日朝から合流。
梶原健人
演 ‐ 伊能昌幸
一人行動を好み、やや斜に構える緑の芋ジャージ姿の若者。グループには初日朝から合流。

### 龍切村の住人
奈穂美
演 ‐ 上のしおり
新次郎の家で若者グループを迎える女性。
莉子
演 ‐ 藤井愛稀
新次郎の家で若者グループを迎える女性。
田村弘
演 ‐ 中村龍介
日本刀を操る男。
千代
演 ‐ 小玉百夏
新次郎の家で若者グループを迎える女性。中国拳法の使い手。
小太郎
演 ‐ 安田ユウ
粗暴な村の若者。
梅宮新次郎
演 ‐ 陸野銀次郎
馬に乗った関西弁を話す老人。車を直してくれると言い、若者グループを自身の家に誘う。
国村洋司
演 ‐ 海道力也
村長。
十兵衛
演 ‐ 一ノ瀬ワタル
おびんたわらさまとして村民に祀られている。

## スタッフ
- 監督：阪元裕吾
- 脚本：阪元裕吾
- 製作：與田尚志 折上英作 スージュン
- エグゼクティブプロデューサー：加藤和夫 小林一彦
- 企画：中野剛 近藤良英
- プロデュース：中野剛 近藤良英
- プロデューサー：妙円園洋輝
- 共同プロデューサー：柳坂明彦 和田隆
- 協力プロデューサー：宇田川寧 田口雄介
- 撮影：伴徹
- 照明：宮永アグル
- 録音：村原孝麿
- 美術小道具：岩崎未来
- 装飾：岩崎未来
- 小道具：岩崎未来
- スタイリスト：入山浩章
- ヘアメイク：ほんだなお
- 編集：阪元裕吾
- 音楽：遠藤浩二
- 主題歌：Helsinki Lambda Club「Shrimp Salad Sandwich」（Hamsterdam Records / UK.PROJECT）
- 音響効果：岡部泰輝
- 音楽コーディネート：杉田寿宏
- 助監督：島田伊智郎
- スタントコーディネーター：谷本峰
- 配給統括：増田英明
- 配給：ラビットハウス